# FVgg Mombach 03
Die Fußballvereinigung 1903 Mainz-Mombach e. V. ist ein Fußballverein aus dem Mainzer Stadtteil Mombach. Sie wurde 1903 gegründet und ist damit einer der ältesten Fußballvereine Rheinhessens.

## Geschichte
Der Verein wurde im Jahr 1903 unter dem Namen FC Mombach 03 gegründet und trat alsbald dem Verband Süddeutscher Fußball-Vereine bei. Josef Schier, Peter Lahr und Nikolaus Balmert bewegten einige Bürger von Mombach zur Gründungsversammlung. Als erste Vereinsgaststätte wurde der Gasthof „Zur Krone“ ausgewählt. Training und Spielbetrieb spielten sich auf dem freien Gelände oberhalb des Mombacher Wasserwerkes ab. Sieben Jahre später wurde der Fußballclub Viktoria 1910 Mainz-Mombach aus der Taufe gehoben und Mombach verfügte nun über zwei Fußballvereine.
Am 16. August 1920 schlossen sich der FC Mombach 03 und der FC Viktoria 1910 Mainz-Mombach zur Fußballvereinigung Mombach 03 zusammen. Die Heimspiele wurden jetzt auf dem Sportplatz an der Suderstraße durchgeführt. Zur Saison 1932/33 stieg die FVgg. 03 erstmals in die oberste Spielklasse, die Bezirksliga Main/Hessen, auf und spielte für ein Jahr mit den regionalen Fußballgrößen FSV Mainz, Wormatia Worms und SV Wiesbaden in einer Liga. Durch die Einführung der Gauligen im Anschluss an diese Saison wurde die Mannschaft aber in die zweitklassige Fußball-Bezirksklasse Rheinhessen herabgestuft. Während des Zweiten Weltkrieges ruhte der Spielbetrieb, mit dessen Ende wurden alle Sportvereine aufgelöst. Da die französische Besatzungsmacht eine Neugründung unter den alten Vereinsbezeichnungen zunächst verbot, wurde am 24. April 1946 zunächst die SG Eintracht Mombach gegründet und der Spielbetrieb unter diesem Namen wieder aufgenommen. Am 16. Juli 1949 folgte die Wiedergründung der FVgg. 1903 Mainz-Mombach. Seit 1975 gibt es, nach Gründung des FC Fortuna Mombach, wieder zwei Fußballvereine in Mombach.
In der Saison 1959/60 wurde die FVgg Mombach Meister der 2. Amateurliga Südwest und stieg in die 1. Amateurliga Südwest auf. Diese Klasse konnte er bis zur Saison 1971/72 halten. Diese beendete der Verein als Tabellenletzter.
Seither trat die FVgg. 1903 Mainz-Mombach überregional nicht mehr in Erscheinung und spielt in den Ligen des Fußballbezirks Rheinhessen. Am Ende der Saison 2015/2016 stieg der Verein in die zehntklassige B-Klasse Mainz-Bingen auf, in der nachfolgenden Saison aber sofort wieder in die C-Klasse ab. Nach der wegen des Corona-Ausbruchs vorzeitig beendeten Saison 2019/20 konnte die Mannschaft aufgrund des besten Punkte-Quotienten wieder den Aufstieg in die B-Klasse feiern.

## Spielstätte
Die Bezirkssportanlage, am Ende der Langen Lein und in unmittelbarer Nähe zum Naturdenkmal zwischen Plantage und Erzbergerstraße gelegen, besteht derzeit aus einem Kleinfeld-Hartplatz und zwei Großfeldern, wovon eines mit Naturrasen und eines mit Kunstrasen versehen ist.
Im Zuge der gesteigerten Aktivitäten des Sportvereins von Schott wurde 2010 der Naturrasenplatz aufgegeben, zwei neue Kunstrasenplätze auf neuestem Stand entstanden. Dies erlaubt eine dauerhafte Bespielbarkeit des Platzes und ist somit für alle in Mombach engagierten Fußballvereine von Vorteil. Die für Mainz einmalige Hanglage für die Stehtribüne bleibt erhalten.